# Kabungere
Kabungere är ett periodiskt vattendrag i Burundi.   Det ligger i provinsen Gitega, i den centrala delen av landet, 70 kilometer öster om huvudstaden Bujumbura.
Omgivningarna runt Kabungere är en mosaik av jordbruksmark och naturlig växtlighet. Runt Kabungere är det tätbefolkat, med 331 invånare per kvadratkilometer.